# Martina Kuenz
Martina Kuenz (ur. 1 listopada 1994) – austriacka zapaśniczka walcząca w stylu wolnym. Brązowa medalistka mistrzostw świata w 2018 i piąta w 2017. 
Wicemistrzyni Europy w 2019 i 2023; trzecia w 2018 i 2025. Piąta na igrzyskach europejskich w 2015 i ósma w 2019. Wicemistrzyni Europy U-23 w 2016 i 2017. Zdobyła brązowy medal MŚ kadetów w i srebrny ME w 2011 roku.